# Prieuré Sainte-Marie-Madeleine de Charolles
Le prieuré Sainte-Marie-Madeleine est un prieuré situé sur le territoire de la commune de Charolles dans le département français de Saône-et-Loire et la région Bourgogne-Franche-Comté.

## Historique
Le prieuré est fondé au Xe siècle par les moines bénédictins, sous le vocable de Sainte Marie-Madeleine, après la bataille gagné sur les normands par le roi de France, Raoul de Bourgogne.  Le prieuré était sous la dépendance de l'abbaye de Cluny. Une église fut construite vers 1044 par A. de Ragny ; une plaque, apposée sur l'extérieur de la chapelle, indique que l'église est en partie brûlée en 1561, et à peu près ruinée en 1814.
Le prieuré avait sous sa dépendance les églises de Charolles, de Saint-Symphorien, de Vendenesse, de Villorbaine et de Saint-Bonnet-de-Joux. 
Il ne demeure du prieuré que la tour octogonale. Cette tour est du xve siècle. En 1829, 1835 et 1847 l'abbé François Pain fit donation à la ville des anciens bâtiments pour la création d'un  pensionnat de jeunes filles confiée aux sœurs de la Charité de Nevers. Il cessa son activité en 1904 et il devient propriété de l'hôpital.
Il abrite aujourd'hui un musée complet d'histoire de l'art local  (faïence charolaise, peinture, sculpture). Onze chapiteaux romans provenant de l’église prieurale sont exposés. Ils datent du 12e siècle.
Le musée comprend une belle salle au plafond à la française où se voient deux poutres sculptées avec de curieux monstres.

Le prieuré fait l'objet d'une inscription et d'un classement au titre des monuments historiques depuis le 9 mars 1987.

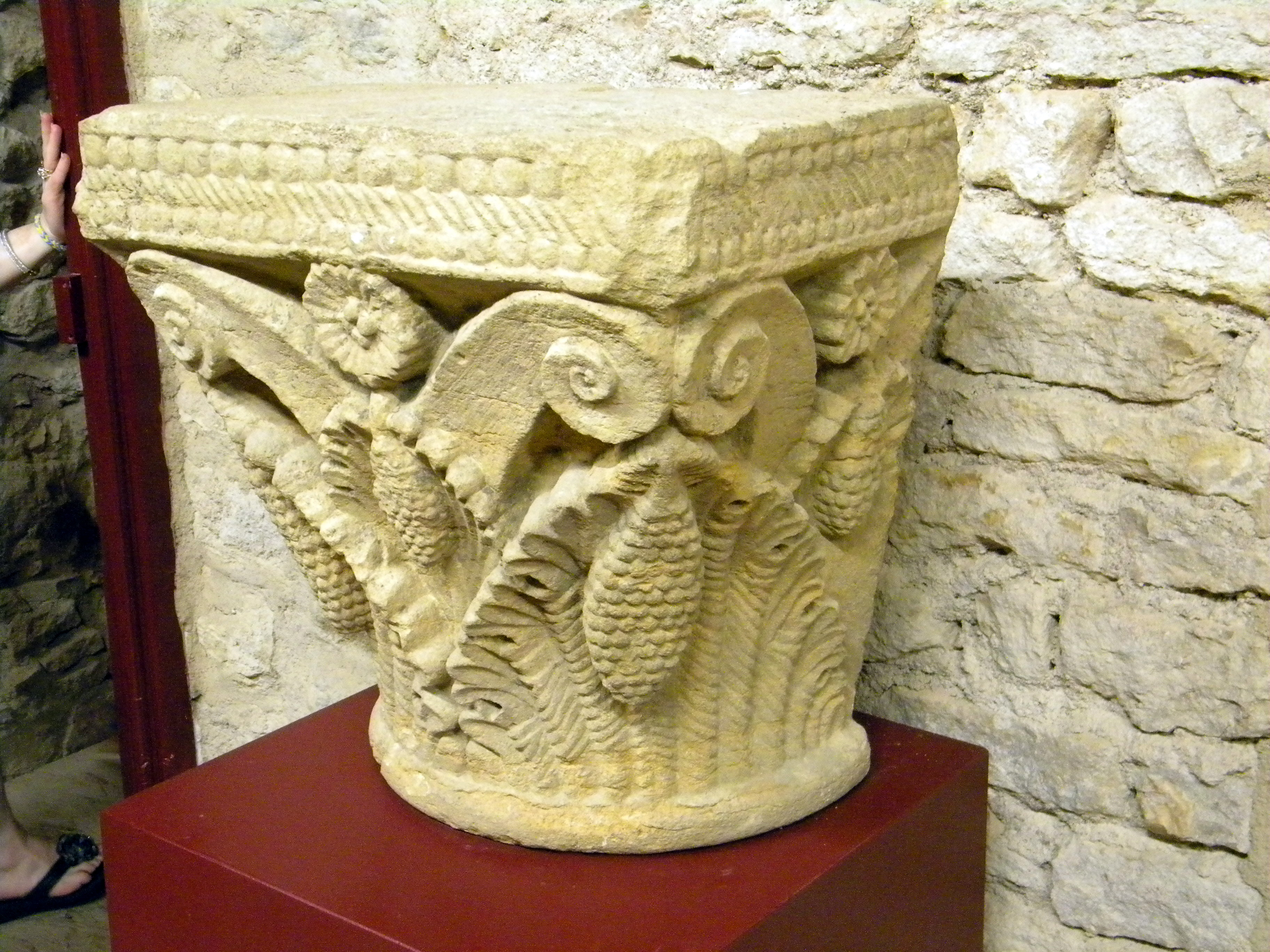
Un des chapiteaux
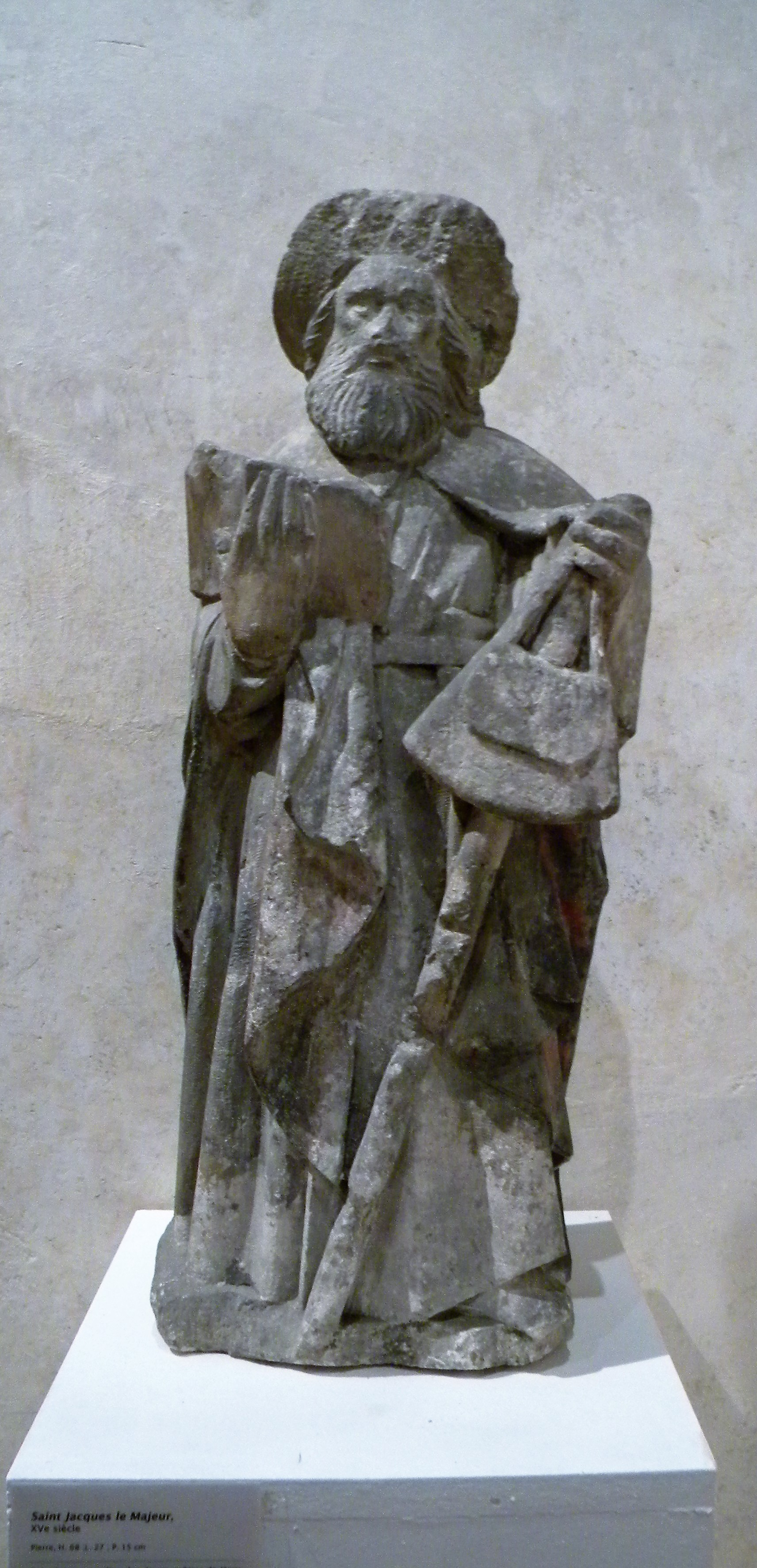
Statue de Saint Jacques le majeur (pierre, 68 cm). Le prieuré de Charolles est situé sur le trajet entre Cluny et Souvigny et accueille régulièrement des pèlerins de Saint-Jacques-de Compostelle. Ce pèlerinage est associé à Saint Jacques le majeur. Le saint porte le chapeau de feutre à larges bords, le bâton de pèlerin (le bourbon), une besace, un livre, une grande cape (le mantelet).
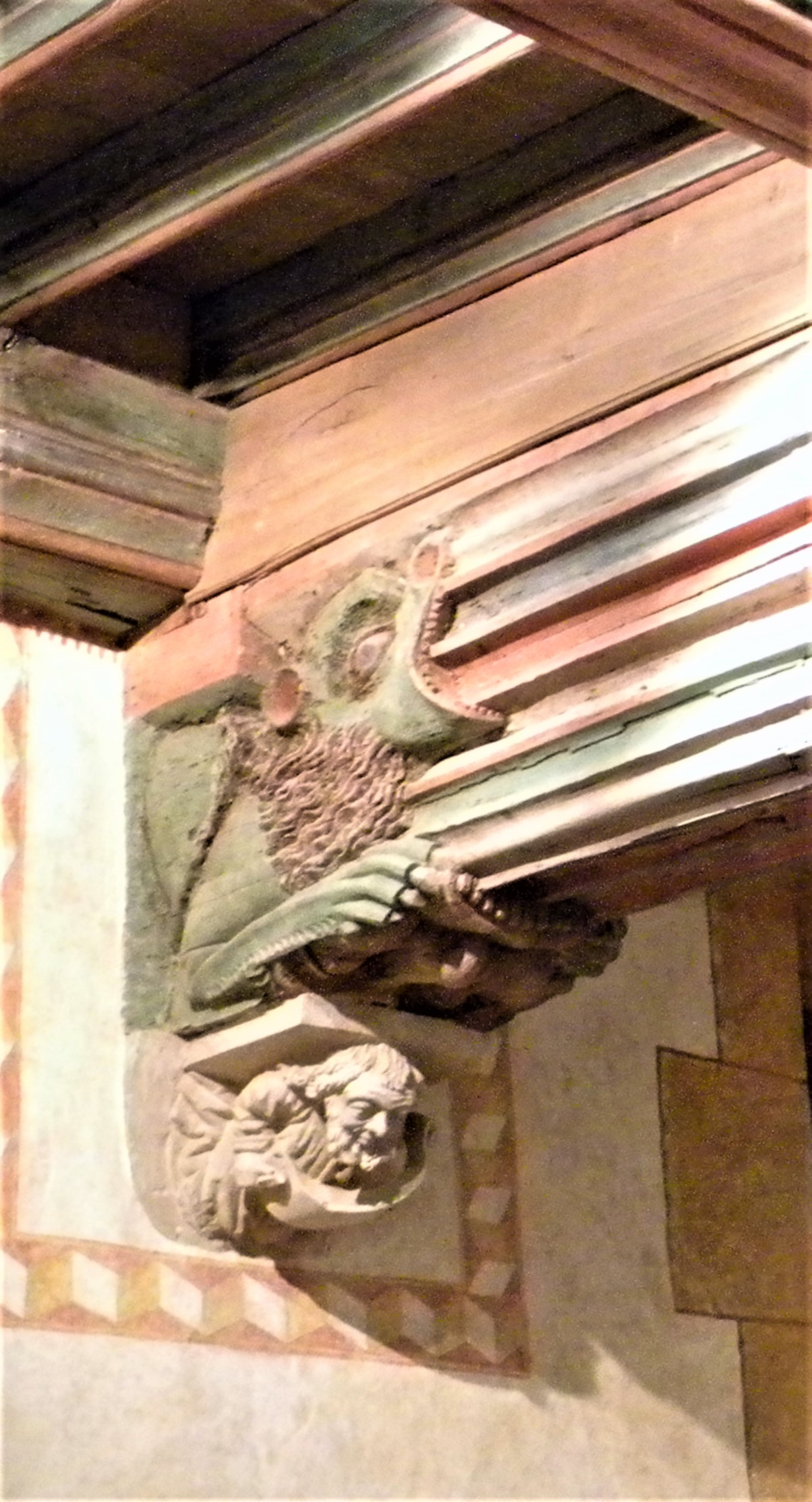
Détail du plafond à la française